# Vander Luiz Silva Souza
Vander Luiz Silva Souza, meglio noto come Vander (Salvador, 17 aprile 1990), è un calciatore brasiliano, centrocampista del Chonburi.

## Carriera
Ha giocato nella prima divisione dei campionati brasiliano e thailandese.

## Palmarès

### Club

#### Competizioni statali
- Campionato Baiano: 3

Bahia: 2012
Vitória: 2013, 2016

#### Competizioni nazionali
- Thai FA Cup: 1

Bangkok United: 2023-2024
- Thai League 2: 1

Chonburi: 2024-2025